# Công binh Lục quân Hoa Kỳ
Công binh Lục quân Hoa Kỳ (United States Army Corps of Engineers hay viết tắt là USACE) là một cơ quan liên bang và là một bộ tư lệnh chính yếu của Lục quân Hoa Kỳ, gồm có khoảng 34.600 nhân viên dân sự và 650 nhân viên quân sự tạo thành một cơ quan quản lý xây dựng, thiết kế và kỹ thuật công cộng lớn nhất thế giới. Mặc dù trách nhiệm tổng thể của đoàn công binh có liên quan với các đập nước, kênh đào và chống lũ tại Hoa Kỳ, Công binh Lục quân Hoa Kỳ còn vấn thân vào trong một phạm vi công chánh rộng lớn để hỗ trợ quốc gia và Bộ Quốc phòng Hoa Kỳ trên khắp thế giới.
Sứ mệnh của Công binh Lục quân Hoa Kỳ là cung cấp các dịch vụ công chánh dân sự và quân sự cho Hoa Kỳ bằng cách cung cấp những khả năng và dịch vụ kỹ thuật trọng yếu rộng khắp từ thời bình đến thời chiến để hỗ trợ những lợi ích của quốc gia. Các sứ mệnh thấy rõ nhất của họ gồm có:
- Hoạch định, thiết kế, xây dựng, và điều hành các âu thuyền và đập nước. Các dự án kỹ thuật dân sự khác gồm có chống lũ lụt, tái tạo bãi biển, và nạo vét luồng các thủy lộ.
- Thiết kế và xây dựng các hệ thống chống lụt như tại New Orleans qua sự ủy thác của liên bang có tên gọi Đạo luật chống lũ 1965.
- Thiết kế và điều hành xây dựng các cơ sở vật chất quân sự cho Lục quân Hoa Kỳ và Không lực Hoa Kỳ và các cơ quan liên bang và quốc phòng khác.
- Điều hợp môi trường và tái tạo hệ sinh thái.

## Tổ chức

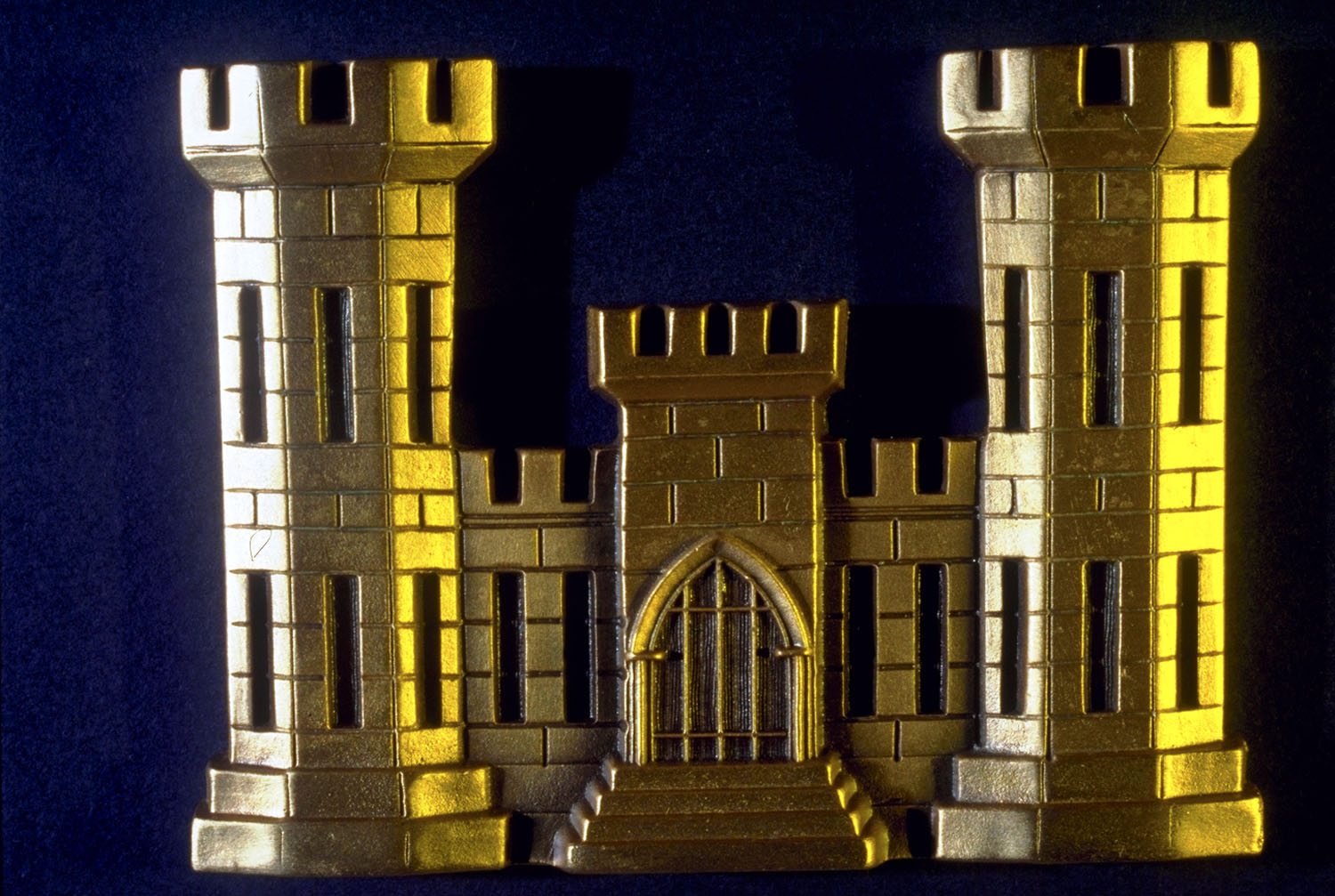
Phù hiệu lâu đài vàng của Công binh Lục quân Hoa Kỳ được các nhân viên của công binh mang trên đồng phục

## Các lãnh vực của sứ mệnh

### Chiến tranh
Công binh Lục quân Hoa Kỳ cung ứng sự hỗ trợ gián tiếp và trực tiếp cho nỗ lực chiến tranh. Công binh Lục quân Hoa Kỳ xây dựng và bảo trì phần lớn các cơ sở hạ tầng mà Lục quân và Không quân sử dụng để huấn luyện, làm căn cứ và triển khai quân đội. Công binh Lục quân Hoa Kỳ xây dựng và bảo trì các hệ thống hàng hải và các quân cảng để cung cấp những phương tiện hữu hiệu trong việc triển khai các trang thiết bị thiết yếu và những vật dụng khác. Các cơ sở nghiên cứu và phát triển của đoàn công binh giúp phát triển những phương pháp và những phương sách mới cho việc triển khai, bảo vệ lực lượng, vẽ bản đồ và phân tích địa hình, và những hỗ trợ khác.
Công binh Lục quân Hoa Kỳ trực tiếp hỗ trợ quân đội ngay tại mặt trận, tạo điều kiện sẵn có về mặt chuyên môn kỹ thuật cho các tư lệnh chiến trường để giúp giải quyết các vấn đề về kỹ thuật. Các đơn vị hỗ trợ kỹ thuật tiền phương có thể đi cùng với các kỹ thuật viên quân sự để cung ứng hỗ trợ tiếp cận hoặc liên lạc điện tử về phần còn lại của Công binh Lục quân để xin ý kiến kỹ thuật khi cần. Các chuyên gia của đoàn công binh sử dụng sự hiểu biết và kỹ năng vững chắc cả về các dự án dân sự và quân sự để hỗ trợ những cộng đồng địa phương và cộng đồng ở Hoa Kỳ trong các lĩnh vực về bất động sản, hợp đồng, vẽ bản đồ, xây dựng, tiếp vận, kinh nghiệm về kỹ thuật và quản lý. Công việc hiện tại gồm có hỗ trợ tái thiết Iraq, xây dựng cơ sở hạ tầng Afghanistan, hỗ trợ các ban ngành liên cơ quan và quốc tế.
Ngoài công việc của khoảng 34.000 nhân viên dân sự trong các chương trình công chánh dân sự khắp nơi, đoàn công binh cũng cung ứng nơi đào tạo cho những khả năng tương tự trên toàn thế giới. Các nhân viên dân sự của Công binh Lục quân Hoa Kỳ tình nguyện thuyên chuyển để thực hiện các công tác khắp nơi trên thế giới. Thí dụ, các chuyên gia về thủy điện đã giúp sửa chữa, trang chỉnh, và điều hành các đập thủy điện tại Iraq trong một nỗ lực giúp người Iraq tự đứng vững bằng sức của chính mình.

### An ninh nội địa
Công binh Lục quân Hoa Kỳ hỗ trợ Bộ Nội an Hoa Kỳ và Cơ quan Quản lý Trường hợp Khẩn cấp (FEMA) qua các nỗ lực chuẩn bị đối phó với tai hoạ, nghiên cứu và phát triển, bảo vệ lực lượng, lập kế hoạch về an ninh, và nhanh chóng đáp ứng kịp thời trong những tình trạng khẩn cấp và tai hoạ. Công binh Lục quân Hoa Kỳ có thể cứu cấp hàng trăm người và hàng triệu đô la thiệt hại về tài sản hàng năm từ các tai họa do con người và thiên nhiên gây ra.
Công binh Lục quân Hoa Kỳ tiến hành các hoạt động ứng phó tình trạng khẩn cấp dưới hai thẩm quyền cơ bản. Thứ nhất là dưới Đạo luật Khẩn cấp Duyên hải và Chống Lũ lụt (P.L. 84-99), và thứ hai là Đạo luật Trợ giúp Khẩn cấp và Cứu trợ Tai ương Stafford (P.L. 93-288). Trong một năm điển hình, Công binh Lục quân Hoa Kỳ đáp ứng đối phó với trên 30 lần tuyên bố tình trạng khẩn cấp của tổng thống, cộng vô số các tình trạng khẩn cấp địa phương và tiểu bang. Các cuộc đáp ứng đối phó với tình trạng khẩn cấp thường có sự hợp tác với những đơn vị quân sự và các cơ quan liên bang khác để hỗ trợ những nỗ lực của địa phương và tiểu bang.

### Hỗ trợ hạ tầng cơ sở
Công việc bao gồm hỗ trợ quản lý và kỹ thuật đối với các cơ sở xây dựng của quân đội, hỗ trợ bất động sản trên thế giới, hỗ trợ những công việc dân sự, hoạt động và bảo trì các dự án kiểm soát lũ lụt và hàng hải Liên bang, theo dõi quan sát các đập nước và hệ thống đê chống lũ.
Hơn 67 phần trăm hàng hóa người Mỹ tiêu thụ và hơn phân nửa tổng số dầu nhập cảng của quốc gia được xúc tiến qua các cảng nước sâu mà đoàn công binh bảo trì. Công binh Lục quân Hoa Kỳ bảo trì hơn 12.000 dặm Anh (19.000 km) kênh hàng hải thương mại khắp Hoa Kỳ.
Trong cả chương trình xây cất cho quân đội và sứ mệnh công chánh dân sự, Công binh Lục quân Hoa Kỳ chịu trách nhiệm hàng tỷ đô la giá trị về cơ sở hạ tầng của quốc gia. Thí dụ, đoàn công binh kiểm soát 609 đập nước, bảo trì và/hoặc điều hành 257 âu thuyền, và điều khiển 75 nhà máy thủy điện sản xuất 24% năng lượng thủy điện của quốc gia và 3 phần trăm tổng năng lượng điện toàn quốc. Công binh Lục quân Hoa Kỳ kiểm tra trên 2.000 đê bao của liên bang và không phải của liên bang mỗi hai năm 1 lần.
Bốn tỉ gallon nước mỗi ngày được đoàn công binh lấy ra từ 136 dự án cung cấp nước đa mục đích. Điều này đã làm cho đoàn công binh trở thành một trong các cơ quan cung cấp nước lớn nhất Hoa Kỳ.
Tiểu đoàn Công binh 249, đơn vị hiện dịch duy nhất của Công binh Lục quân Hoa Kỳ, tạo ra và phân phối điện năng chính yếu để hỗ trợ chiến tranh, cứu trợ tai ương, các chiến dịch hỗ trợ và ổn định cũng như cố vấn và trợ giúp kỹ thuật trong mọi khía cạnh của các hệ thống phân phối điện và điện năng. Tiểu đoàn này đã được khai triển để trợ giúp các hoạt động phục hồi sau sự kiện 11 tháng 9. Tiểu đoàn cũng được khai triển để hỗ trợ các hoạt động sau Bão Katrina.